# Mein Führer – Die wirklich wahrste Wahrheit über Adolf Hitler
Mein Führer – Die wirklich wahrste Wahrheit über Adolf Hitler ist eine Hitler-Parodie des Regisseurs Dani Levy aus dem Jahr 2007. Der Film spielt in der Schlussphase des Zweiten Weltkriegs und beschäftigt sich mit Adolf Hitlers Befinden, der vorhat, am Neujahrstag eine große Rede zu halten. Darauf soll er vom jüdischen Schauspieler Adolf Grünbaum rhetorisch vorbereitet werden.

## Handlung
Zu Beginn führt Professor Adolf Grünbaum, ein jüdischer Weltschauspieler, als Erzähler in die Handlung ein: Er wolle den Leuten seine Geschichte erzählen, die so wahr sei, dass sie vielleicht nie in einem Geschichtsbuch auftauchen wird:
Grünbaum sitzt mit seiner Frau und seinen vier Kindern im KZ Sachsenhausen ein. Im zerbombten Berlin lebt Adolf Hitler währenddessen in der Neuen Reichskanzlei. Die deutsche Propagandamaschinerie rund um Reichspropagandaminister Joseph Goebbels bereitet für den Neujahrstag 1945 eine Massenveranstaltung im Berliner Lustgarten vor, die den kriegsmüden Deutschen neue Motivation geben soll. Doch auch Hitler selbst ist schwach und verwirrt. Darum wird Grünbaum aus dem KZ geholt, um Hitler wieder in Form zu bringen, ihn zu motivieren und ihm als Lehrer zur Seite zu stehen. Nach anfänglicher Ablehnung vertraut Hitler seinem Mentor zunehmend und offenbart ihm persönliche Gefühle und Kindheitserinnerungen – beispielsweise, dass sein Vater ihn misshandelt hat. Grünbaum trägt einen inneren Konflikt aus und zieht mehrfach in Erwägung, Hitler zu töten; paradoxerweise vereitelt er sogar einen Mordversuch an Hitler und erinnert seine Frau mahnend daran, dass auch der Führer ein Opfer seiner Kindheit sei.
Während der Sitzungen Grünbaums mit Hitler werden die beiden von zahlreichen Führungspersönlichkeiten beobachtet und abgehört. Goebbels plant zusammen mit dem Innenminister und Reichsführer SS Heinrich Himmler ein Attentat auf Hitler, das während der Neujahrsansprache stattfinden soll, da dieser den „Endsieg“ gefährde. Unter Hitlers Rednerpult soll eine Bombe platziert werden, die Schuld soll Grünbaum zugeschoben werden, der Hitler inzwischen nahesteht. Dieser Anschlag soll den Hass auf die Juden im deutschen Volk stärken und so zum Kriegserfolg beitragen.
Grünbaum bespricht die Erfolge der Sitzungen mit Hitler regelmäßig mit Goebbels, der den Unterricht Hitlers überwacht. Dabei verhandelt Grünbaum mit Goebbels die Freilassung seiner Familie, was ihm gewährt wird. Als er die Freilassung der Insassen Sachsenhausens fordert, wird ihm diese verweigert. Deshalb weigert sich Grünbaum, weiterhin für Goebbels zu arbeiten, und wird mit seiner Familie auf Befehl Goebbels’ wieder nach Sachsenhausen verschleppt. Hitler wartet derweil ungeduldig auf seinen Unterricht und veranlasst telefonisch, dass Grünbaum und seine Familie zurückgeholt werden. Um Grünbaum weiter halten zu können, täuscht Goebbels ihm die Freilassung der Insassen des KZ vor.
Auf der Route Hitlers durch das zerstörte Berlin von der Reichskanzlei zum Lustgarten sind die zerstörten Gebäude durch plattenförmige Holzbauten rekonstruiert, so dass die Filmaufzeichnungen des Aufzugs ein unzerstörtes Berlin zeigen können.
Hitler wird am Tage der Rede derart heiser, dass er nicht mehr sprechen kann. Da eine Absage der 3,5 Millionen Reichsmark teuren Veranstaltung, die von mehreren Kameras aufgezeichnet werden soll, nach Goebbels nicht in Frage kommt, muss Grünbaum, unter dem Podest stehend, über die Lautsprecheranlage die Rede halten, während Hitler lediglich seine Lippen bewegt und dazu gestikuliert. Nach kurzer Zeit weicht Grünbaum vom geplanten Text ab und beginnt, sich über Hitler lustig zu machen, der nur wie sein Vater den Schwachen etwas antun könne. Grünbaum wird daraufhin erschossen, und Hitler flüchtet erschrocken vom Rednerpult, kurz bevor die Bombe explodiert. Tödlich verletzt erzählt Grünbaum die Geschichte noch zu Ende: Dabei sagt er voraus, dass der Krieg bald vorbei sein und sich der Führer schließlich das Leben nehmen wird. Zudem würden in hundert Jahren noch Autoren über Hitler schreiben und Schauspieler ihn darstellen.

## Hintergrund
Die Filmpremiere fand am 9. Januar 2007 in der Lichtburg in Essen statt. Kinostart war in Deutschland am 11., in der Schweiz am 18. und in Österreich am 19. Januar desselben Jahres. Im Kino lief der Film 5 Monate und hatte etwa 790.000 Zuschauer. Im September 2007 wurde der Film auf DVD veröffentlicht.
Die Deutsche Film- und Medienbewertung FBW in Wiesbaden verlieh dem Film das Prädikat: "wertvoll".

### Produktion

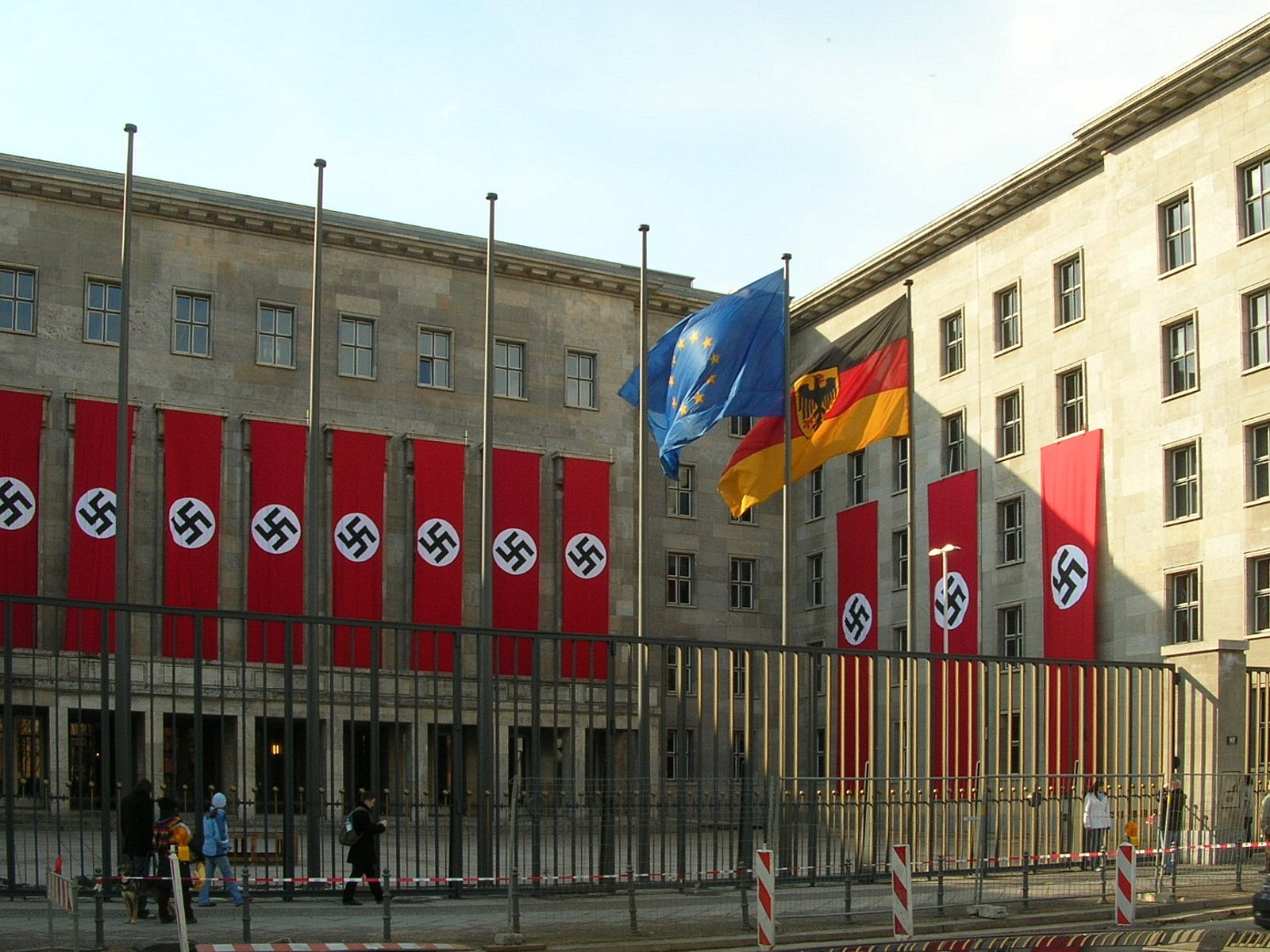
Bild des Drehs im März 2006

Mein Führer wurde von Januar bis März 2006 gedreht. Drehorte waren Außenkulissen auf dem Freigelände des Studio Babelsberg in Potsdam sowie mehrere Plätze in Berlin, unter anderem das Bundesministerium der Finanzen (ehemaliges Reichsluftfahrtministerium) und der Berliner Dom auf der Museumsinsel.
Gefördert wurde die Produktion von der Filmstiftung NRW, der Filmförderungsanstalt FFA Berlin, dem Medienboard Berlin-Brandenburg und der Investitionsbank Hessen.

### Besetzung
Katja Riemann verkörpert bereits zum zweiten Mal in einem Spielfilm, nach Goebbels und Geduldig, Eva Braun; und Ulrich Noethen stellte bereits in Der Untergang den Reichsführer SS Heinrich Himmler dar. Es war der letzte Spielfilm von Ulrich Mühe, der am 22. Juli 2007 an einer Krebserkrankung starb. Sylvester Groth spielte seine Rolle als Joseph Goebbels abermals 2009 in Quentin Tarantinos Inglourious Basterds.

### Alternative Fassungen
Ursprünglich sollte Helge Schneider als Hitler die Erzählung beginnen. Ebenso wurde auch ein anderes Ende gedreht. Bei diesem Ende überlebt Hitler den Zweiten Weltkrieg. Man sieht ihn in der Schlussszene als inzwischen 117 Jahre alten Mann, der unter dem Decknamen Baron Alois im Sauerland wohnt. Dort malt er Bilder von seinem Hund Blondi und erklärt den Zuschauern, er stünde jederzeit wieder als Reichskanzler zur Verfügung. Levy verzichtete nach ersten Probevorführungen auf diese Rahmen-Perspektive, da die nun vorliegende Kinofassung mit der Fokusverschiebung auf das jüdische Schicksal besser geeignet sei, den Zuschauern „Gewissenssicherheit zu geben“, wie er in einem Gespräch am 8. Januar 2007 auf 3sat erklärte.
Ferner wurde ein Handlungsstrang, der eine Affäre Goebbels mit Eva Braun thematisiert, ganz entfernt, da er zu sehr vom eigentlichen Thema des Filmes abgelenkt hätte. Lediglich eine einzige Szene blieb davon im Film; diese jedoch gekürzt und in einem völlig anderen Zusammenhang: In dieser Sequenz versuchen Hitler und Eva Braun miteinander den Geschlechtsverkehr zu vollziehen, was an Hitlers Impotenz scheitert. In der endgültigen Fassung spielt die Szene am Silvesterabend.
Die ursprünglich geplante Schnittfassung ist auf der DVD enthalten.

## Kritiken
Bereits im Vorfeld des Filmstarts wurde das Konzept Levys bemängelt, über Adolf Hitler eine Filmkomödie zu drehen. Angeführt wurde vor allem, dass die Gefahr bestehe, die Verbrechen des Nationalsozialismus zu verharmlosen. Nach der Veröffentlichung bezogen sich die Kritiken ebenfalls deutlich auf diesen Punkt.
Kurz vor der Premiere bemängelte Hauptdarsteller Helge Schneider im Interview der Schweizer Boulevardzeitung Blick die endgültige Schnittfassung des Films. Die Aussage sei „im Nachhinein verändert“ und der Fokus von Hitler „mit aller Gewalt auf (die) jüdische(n) Geschichte“ verlegt worden. Die Figur des Hitler sei ihm „zu profan“, und er könne darüber „nicht lachen“. Der Film sei aber „kein schlechter Film. Bloß ein anderer.“ Dies wurde in der deutschen Presse teilweise als „Distanzierung“ aufgegriffen.
Dieter Graumann, Vizepräsident des Zentralrats der Juden in Deutschland, meinte, Hitler „sei kein putziger Räuber Hotzenplotz“, der Film betreibe die „Verklärung“ Hitlers und seiner Zeit. Der Dramatiker Rolf Hochhuth kritisierte, es sei „unerklärlich, wie ein Mann, der selbst Jude ist, so eine Geschichtsfälschung ins Kino bringen kann“.
In der Frankfurter Rundschau weist Viktor Rotthaler darauf hin, dass „Grünbaum“ vermutlich eine Hommage an den in Dachau ermordeten Fritz Grünbaum sei.

„Eine Karikatur, die berührt: Es sind diese absurden Momente, die diesen Film besonders machen. Helge Schneider schafft es, dass sein Hitler zwar der Lächerlichkeit preisgegeben wird, niemals jedoch durch plumpe Komik überrumpelt. […] Regisseur Dani Levy hat eine Karikatur geschaffen. Keine, die den Zuschauer anspringt – wie es Walter Moers in seinem Comic ‚Ich hock’ in meinem Bonker‘ tut. Sondern eine, die berührt, die einen zum Lachen bringt. Er überzeichnet die anderen Figuren – Goebbels, Himmler, Speer, Bormann – ebenfalls, so dass ein Gesamtwerk entsteht, das ein Schmunzeln, ja ein befreiendes Lachen auslöst […]“

„[…] Levy bemüht sich, Hitler als ein Würstchen zu zeigen, was ihm freilich nicht gelingen will, weil ein Würstchen, das über sich selbst sagt, es sei arm dran, keines mehr sein kann. Und damit niemand auf die Idee kommt, ihm vorzuwerfen, er verharmlose das Dritte Reich oder mache sich über die Leiden der Opfer lustig, setzt Levy die Familie des jüdischen Schauspielers Grünbaum als ein moralisches Gegengewicht zu den Nazis ein. […] So fällt der Film auseinander: in einen absurden Teil, der nicht absurd genug, und einen moralischen, der zu moralisch ist. Aber aus einer Schweinshaxe wird keine koschere Delikatesse, so sehr sich der Koch darum bemüht.“

„[…] Mein Urteil: Dani Levy ist das Wagnis gelungen. Wir haben uns im WDR in vielen Sendungen mit Hitler auseinandergesetzt, aber nie auf diese Art und Weise. Dani Levy hat es geschafft, auf gnadenlos parodistische Art und Weise das Nazi-System zu entlarven. Der Film stellt die Primitivität, Perfidität, Amoralität und Kriminalität des Hitler-Regimes auf künstlerisch höchstem Niveau in sehr eindrucksvoller Weise bloß. […] Helge Schneider hat den Hitler boshaft gut gespielt, Ulrich Mühe als der Gegenspieler ist ebenfalls eine brillante Besetzung.“

„Nur die Opfer könnten uns das Recht zugestehen, über Hitler zu lachen.“

„Darf man lachen über Hitler? Fangen wir an mit einer leichteren Übung. Lachen wir doch einmal über Bruno Ganz. Er war das scheinbar untadelige Element am Eichingerfilm Der Untergang. […] Helge Schneider, der mit seiner Darstellung der Hauptrolle Dani Levys Film Mein Führer in ähnlicher Weise überragt wie Ganz den Untergang, spielt gar nicht den Hitler. Er spielt Bruno Ganz. Und Dani Levys Film spielt zwar in Nazi-Deutschland, aber der Spuk, den er verspottet, ist noch lange nicht vorüber. Es ist der gegenwärtige mediale Wahn, aus beliebig aufbereiteten Archivschätzen und Nachstellungen die Hitlerzeit lebendig werden lassen zu wollen – wie auf denselben Kanälen die Römer- oder Mayazeit. […] Nein, das Lachen über Hitler muss man weit weniger fürchten als den wohligen Schauer. […]“

„Seinen Ansatz propagiert Regisseur Daniel Levy ganz klar: Die ganze Welt lacht inzwischen über den ‚Führer‘, es wird Zeit, dass auch die Deutschen lernen, über ihn zu lachen, um ihn nicht zum Mythos werden zu lassen. Und um diesen Ansatz direkt zu unterstreichen, besetzt er die Hauptrolle plakativ mit Helge Schneider. Das lässt zunächst einmal schlimmste Befürchtungen aufkommen: Ein senil-stammelnder Hitler, der mit dem Geschichtsbild schon gar nichts mehr zu tun hat und dann doch wieder keinen Realitätsbezug aufkommen lässt? Mitnichten! Schneider legt ‚seinen‘ Hitler gemäßig(t)-ernsthaft an und lässt dadurch Situationskomik entstehen […]“

„Der zwischen Aberwitz und aufgesetzter Tragik changierende Film ist solide inszeniert, krankt vor allem aber an seiner Unentschlossenheit. Der deutschen Star-Besetzung verlangt er nicht allzu viel ab.“

## Zitate
„Der Film Mein Führer ist Ausdruck meines Traums, ich könnte mit subversiver Fantasie in die Geschichte eingreifen. Ich schriebe den Nazis die Texte und lieferte sie ans Messer. In meinem Film bin ich Gott und stehe über Hitler.“